# Villers-en-Fagne
Ne doit pas être confondu avec Wallers-en-Fagne.
Pour les articles homonymes, voir Villers et Fagne.
Villers-en-Fagne (en wallon Vilèfagne) est une section de la ville belge de Philippeville située en Wallonie dans la province de Namur.
C'était une commune à part entière avant la fusion des communes de 1977.

## Géographie
La commune est bornée au nord par Sautour, à l’est par Villers-le-Gambon, au sud par Matagne-la-Grande et à l’ouest par Roly.

## Évolution démographique
- Source: DGS, 1831 à 1970=recensements population, 1976= habitants au 31 décembre

## Histoire
Le village, appelé longtemps « Villenfagne », est une terre liégeoise qui dépendait de Florennes. Au XVIe siècle, il appartient aux Roly puis revient en 1761 à Gabriel de Lierneux, baron de Presles.
Au XVe siècle, les habitants doivent la garde au château de Florennes et au siècle suivant à la garnison de Sautour. Le village a souffert beaucoup de la proximité de la place-forte de Philippeville.
La cure était une annexe de Sautour jusqu’en 1643 et c’était l’abbaye de Floreffe qui nommait les curés.
Vers 1900, on a extrait de la galène, de la pyrite et des moellons.
En 1830, la population s’élève à 3 172 habitants répartis dans 349 maisons et 32 fermes. On compte 319 chevaux, 313 poulains, 391 bovins, 350 veaux, 34 porcs et 350 moutons. L’exploitation des bois est la principale branche d’industrie.
Une stèle en pierre a été fixée au-dessus le porte d’entrée de l’école (qui date de 1862) en l’honneur de Jules Gérain, décédé en 1891 dans l’État indépendant du Congo.
A l’arrivée des ennemis, le 25 août 1914, leur premier acte est de fusiller un soldat français, qui, les bras levés, se rendait. Sur 72 immeubles, 51 sont incendiés et 5 civils massacrés.
Devant l’église, une stèle rappelle leur souvenir ainsi que celui d’un soldat tombé au front début novembre 1918.

## Patrimoine
- Eglise Saint-Michel. Datée de 1844, édifice de style néo-classique[3].